# كارل يونغ

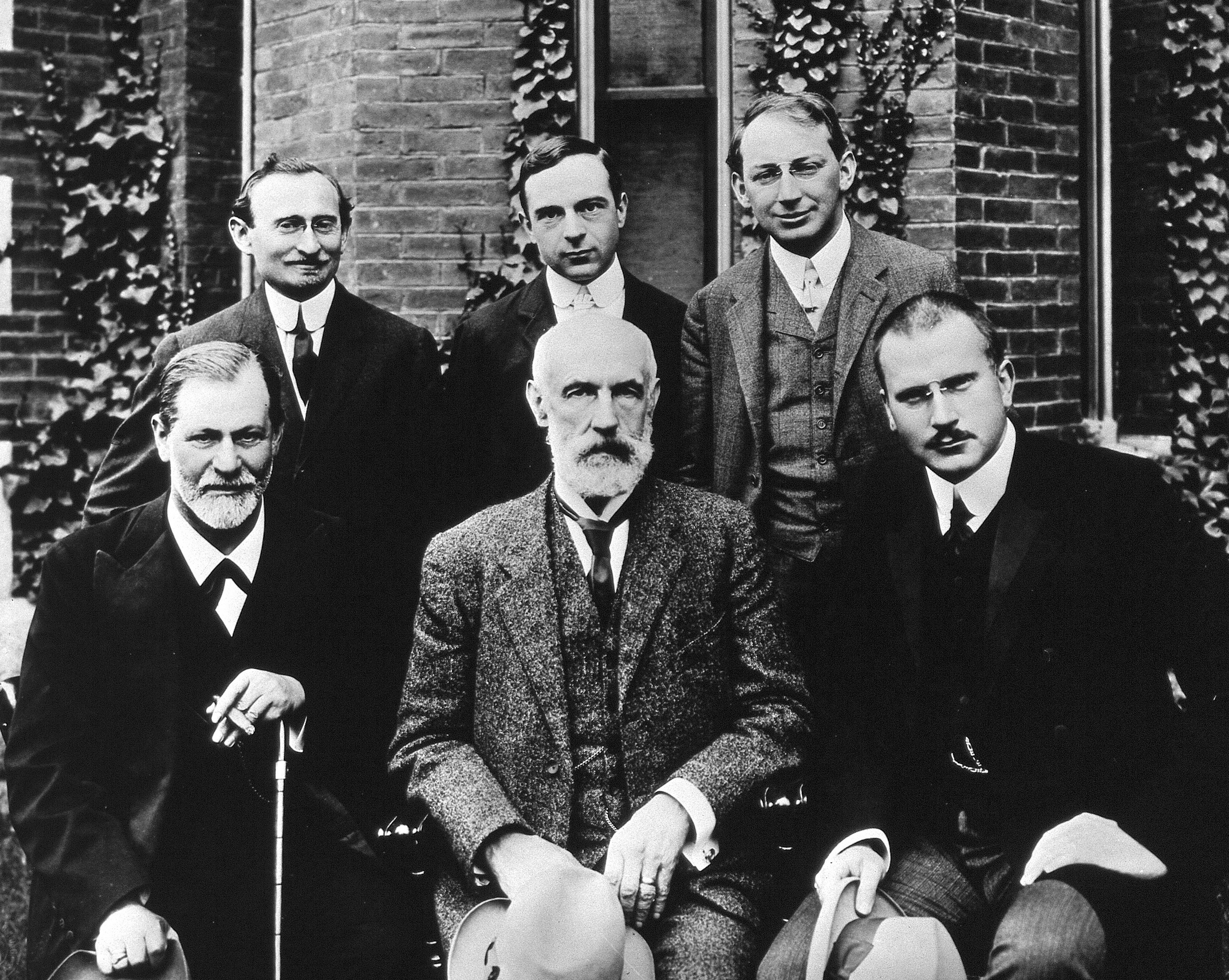
صورة جماعية سنة 1909 أمام جامعة كلارك. في الصف الامامي يقف سيغموند فرويد، ستانلي هول ويونغ. في الصف الخلفي يقف ابراهام بريل، ارنست جونز, وساندور فيرينكزي.

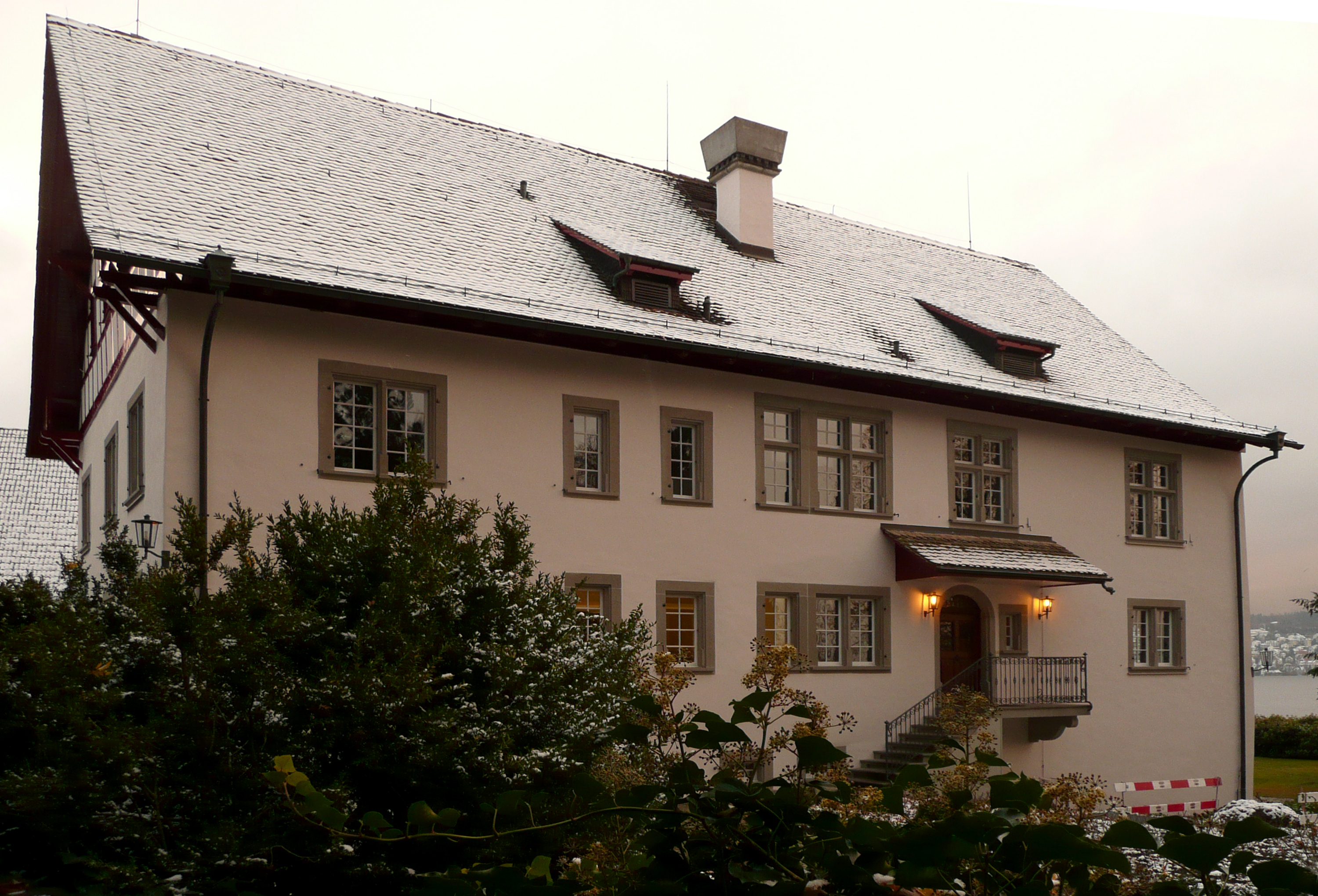
معهد يونغ في كوسناتشت، السويد

كارل غوستاف يونغ (بالألمانية: Carl Jung)، (26 يوليو 1875م - 6 يونيو 1961م)، عالم نفسٍ سويسريٍ ومؤسس علم النفس التحليلي.

## نشأته
ولد كارل غوستاف يونغ في 26 يوليو عام 1875م في بلدة كيسول من مقاطعة ثورغاو بسويسرا. كان والده قسيسًا كالفينيًّا في الكنيسة الأنجيلية بسويسرا، وكانت أسرة يونغ عريقةً في المجال الديني وكذلك جده لأمه، لذلك كانت الكنائس والمقابر هي مكان طفولته. كان طفلاً غريبًا ولم يكن له إخوةٌ وأخواتٌ، لذا لم يكن أمامه سوى أن يتخيل ألعابًا بل وأن يلعبها مع نفسه، لذلك كان يونغ في طفولته الأولى شديد الحساسية ويميل للعزلة واللعب منفردًا. أما في تلمذته فقد كان يميل للعلوم الخاصة، خاصةً الجيولوجيا والحيوانات والحفريات، وكان شديد الاهتمام بالعقائد الدينية المختلفة والحضارات الإنسانية والآثار خاصةً ما تعلق باليونان ومصر وعصور ما قبل التاريخ، مع ميلٍ واضحٍ للتأمل والتفكير، ودرس الطب في مدينة بازل، حيث تخرج طبيبًا وبدأ حياته العملية عام 1900م طبيبًا مساعدًا في مستشفى الأمراض العقلية في برجولزلي.

## حياته
يقول يونغ إن حياته الفكرية بدأت بحلمٍ رآه في الثالثة من عمره. حصل على منحةٍ دراسيةٍ في جامعة بازل لدراسة الطب. وتوفي والده وهو يبلغ من العمر 20 عامًا. أحب يونغ الحياة الجامعية وكان يلتهم الأعمال الفلسفية وخاصةً أعمال كانط ونيتشه، بالإضافة إلى الكتب والمراجع الطبية. درس الروحانيات والظواهر الخارقة للطبيعة. أصبح يونغ عضوًا في جمعية الخطابة والمناظرة التي يطلق عليها نادي زوقنجيا. واستطاع يونغ أن يكشف شيئًا نال إعجاب وتقدير الجميع وهو الروح البشرية. كانت أفكاره تنادي بوجود توجهين للروح. أحدهما ينحو نحو الشئون الحياتية والآخر ينحو نحو عالم الروحانيات. وهناك حدثت بعض الأشياء ليونغ واعتقد يونغ أنه يجب عليه حضور جلسات استحضار الأرواح. ظلَّ يونغ يحضر هذه الجلسات على مدار عامين كاملين وكانت ابنة عمه هيلين بريسورك هي الوسيطة الروحية وكان والدها المتوفي صموئيل بريسورك هو مرشدها الروحي. وتوقف عن الذهاب لتلك الجلسات عندما بدأت هيلين تستغرق في تلك الاستحضارات ولم يكن يعلم يونغ بأن هيلين مغرمةٌ به وكل ماتفعله هو لجذب انتباهه. وبذلك تكوّنت عند يونغ شخصيتان كانت الشخصية الأولى منغمسةً في الأمور الحياتية، ويمكن أن تنفجر مشاعرها لأي موقفٍ عاطفيٍ. أما الشخصية الثانية فهي تؤمن بالخرافات وبعالم الخوارق، حيث كان يونغ يشعر أنه على صلةٍ بالعالم الآخر. ويبحث عن كُنه ذلك الشيء الغريب الذي يدخل الجسد عند الميلاد ويغادره عند الوفاة، ولقد أدى به ذلك إلى أن يُدرك أن ضالته المنشودة هي الطب النفسي الذي شرع ابتداءً منذ عام 1890م في دراسته كعلمٍ ومهنةٍ في آنٍ واحدٍ. وبدأ يونغ التدرّب على ممارسة الطب النفسي عام 1900م، وذلك عندما أصبح مساعدًا في مستشفى برجولزلي للأمراض العقلية، وهي مصحةٌ ملحقةٌ بجامعة زيورخ، وكانت تحت إدارة الدكتور إيوجين بلولرو. واستمرت أبحاث يونغ تحت إشراف هذا الدكتور إلى أن تطور يونغ في هذا المجال. ولم تكد سنة 1900م تدخل حتى أصبح يونغ كبير الأطباء ومحاضرًا في كلية الطب بجامعة زيورخ.
في عام 1902م، توجّه كارل يونغ إلى باريس ودرس عند جانيت Janet فترةً من الزمن ارتقى في خلالها إلى رتبة طبيبٍ رئيسيٍ. وفي ميدان التطبيق عمل تحت إشراف إيوجين بلولر ثم أصبح معاونًا له فيما بعد. وكان من نتيجة الأبحاث التي قام بها في فرنسا منهج البحث الجديد الذي عُرِف باسم اختبارات التداعي Association tests، وقد نشر عددًا من المقالات أكسبته شهرةً واسعةً، وكان قد منحته جامعة كلارك (مساتشوستس) درجة الدكتوراة الشرفية. وكان في غضون ذلك يقوم بإرساء قواعد الطب النفسي التحليلي ويثبت تجريبيًا ماذهب اليه سيغموند فرويد نظريًا، مما جعله يقابله شخصيًا في عام 1907م، وأثمر هذا اللقاء عن صداقةٍ دامت عدة سنواتٍ أشرف يونغ خلالها على تحرير المجلة الحولية التي كان يصدرها فرويد وبويلر. وفي عام 1911م، انتُخب يونغ كأول رئيسٍ لجمعية التحليل النفسي الدولية التي أنشأها هو بنفسه. في عام 1930م منحته الجمعية الألمانية لعلم العلاج النفسي رئاستها الفخرية، وفي عام 1932م كرّمته بلاده فاستلم جائزة مدينة زيورخ للآداب. وفي عام 1933م عينته الجمعية الطبية العامة الدولية لعلم العلاج النفسي رئيسًا لها. وفي عام 1936م قلدته جامعة هارفارد بمناسبة ذكرى احتفالها بالذكرى المئوية الثالثة لتأسيسها. وفي عام 1938م منحته جامعة أوكسفورد درجة دكتوراة شرفٍ في العلوم وقد كانت أول درجةٍ من نوعها يحصل عليها عالمٌ نفسيٌ في إنجلترا. وفي عام 1943م عُيِّن عضو شرفٍ في الأكادمية السويسرية للعلوم الطبية. وفي عام 1944م رصدت له جامعة بازل كرسيًا خاصًا به لتدريس علم النفس. وفي عام 1945م منحته جامعة جينيف درجة دكتوراة شرفٍ.

## علاقته مع فرويد
أدت أعماله إلى تقاربه مع سيجموند فرويد حيث توثقت أواصر الصداقة بينهما لسنواتٍ طوال، حيث بدأت صداقتهما منذ عام 1906م واستمرت لعام 1913م. وكان أول لقاءٍ بينهما في عام 1907م. وفي عام 1909م سافر يونغ وفرويد إلى الولايات المتحدة الأمريكية ليحاضرا في جامعة كلارك عن التحليل النفسي. وكان فرويد يطمع أن يخلفة على عرش التحليل النفسي، ولكن آراء يونغ وتجديداتة أدت إلى القطيعة بينهم، وذلك لوجود اختلافاتٍ نظريةٍ بينهما في التحليل النفسي.

### الاختلافات النظرية
اعترف يونغ في عام 1906م أثناء دراسته للعته المبكر وتجارب تداعي الكلمات بأنه مدينٌ للاكتشافات التي أحدثها إلى فرويد. ولكنه كان غير متحمسٍ لطريقة فرويد في العلاج النفسي وإصراره على النشاط الجنسي الطفولي المبكر. وظهر الخلاف بينهما علنًا في محاضرات يونغ في فوردهام (نيويورك) عام 1912م، حيث كان من المفترض أن يكون يونغ ممثلًا مدافعًا عن التحليل النفسي ولكنه تحدى مبادئ فرويد وفسّر كل شيء يتفق مع فكرته هو عن التحليل النفسي. اتفق يونغ مع فرويد أن الهيستريا والوسواس يمثلان إحلالًا شاذًا للطاقة الجنسية الليبيدو ولكن الحالات الذهنية مثل الفصام في الشخصية أو الشيزوفرينيا لا يمكن تفسيرها على ضوء الاضطرابات والطبيعة الجنسية، وذلك لأن مرضى حالات العته المبكر يفقدون الصلة تمامًا بالواقع وبالتالي التجاهل التام لوظيفتها الجنسية.

## عائلته
تزوج في 14 فبراير عام 1903م مع «إيما» Emma Rauschenbach، وهي تنحدر من أسرةٍ سويسريةٍ - ألمانيةٍ عريقةٍ، وأنجب منها ولدًا واحدًا يسمى «فرانز»، والذي وُلد في 28 فبراير 1908م و 4 بناتٍ («أجاث» والتي وُلدت في 28 ديسمبر 1904م، «جريت» وقد وُلدت في 8 فبراير 1906م، «مريم» وُلدت في 20 ديسمبر 1910م، و «هيلين» التي وُلدت في 18 مارس 1914م). ومنذ عام 1911م أصبحت «أنتوينا ولفا» عشيقةً ليونغ، واستمرت علاقتهما حتى وفاتها عام 1952م. سمحت كلتا السيدتين بالعلاقة الثلاثية. عملت كلٌ من «إيما» و«أنتونيا» كمساعدتين ليونغ. توفيت زوجة يونغ «إيما» عام 1955م. كانت زوجته في سنواتها الأخيرة خير عونٍ لزوجها وخير صديقٍ

## الخيال الخالق للأساطير

### علاقة يونغ بفيليمون
من منظور الطب النفسي، كان يونغ يتحدث مع نفسه وفيليمون. وهذا لم يكن سوى وهمٍ أو عارضٍ نفسيٍ شبيه بالهلوسة أو الأوهام والأصوات التي يعاني منها المريض، وإذا نظرنا لأعمال يونغ اللاحقة في علم النفس فسوف نطلق على فيليمون (الطراز الأول للروح)، والذي هو نتاجٌ عن اللاشعور الممتلئ بالأخيلة التي تعمل على إرباك وتشويش المريض، وهي الرحم الذي يتفق عليه الخيال الخالق للأساطير، والذي يتلاشى في هذا العصر المغرق في العقلانية، وعلى الرغم من أنه موجودٌ في كل مكانٍ ولكنه ممقوتٌ ومُحرّمٌ.

## يونغ والمندالا
المندالا كلمةٌ سنسكريتيةٌ معناها: الدائرة السحرية. وبدأ يونغ يرسم دوائر صغيرةٍ كل صباحٍ، والتي تشبه المندالا التي تستخدم في تمارين التأمل الروحي. في سيكولوجية يونغ، ترمز المندالا إلى المركز أو الهدف أو التفسير. رأى يونغ أن المندالا تعود بكل شيءٍ إلى نقطةٍ مركزيةٍ مفردةٍ، كما رأى أن التركيب الدائري للمندالا يرمز للذات وهي المحصلة الكلية للفرد، مشتملة الشعور واللاشعور، وهي المفوّضة بحمل كل ما هو ذات معنىً أو هدفٍ يسعى الفرد لتحقيقه.

## نظرية يونغ

### الغرائز والطرز الأولية
اكتشف يونغ أن الأوهام التي تنتاب المجانين تبدو على أنها تستمد زخمها من مخزونٍ جمعيٍ من الصور والرموز والخيالات المماتة. تأكدت لديه فكرة وجود هذه الخيالات عندما قابلها جميعها في رحلته البحرية (نيكيا). في عام 1919م استخدم يونغ مصطلح (الطرز الأولية) الصور البدائية مشيرًا إلى هذه الذاكرة، كما افترض وجود عقلٍ لا واعٍ جمعيٍ بالإضافة إلى اللاوعي الفردي، حيث يتكوّن هذا الأول من شقيقٍ هما الغرائز والطرز الأولية، وتعتبر الغرائز بمثابة الدوافع التي تنفّذ حركتنا كما تحمل صبغةً بيولوجيةً شبيهةً بغريزةٍ. كذلك الغرائز هي التي تحدّد أفعالنا. إلا أن هناك طرائق للفهم سليقيةٌ لا واعيةٌ تسمى هذه الطرز الأولية وهي أشكالٌ فطريةٌ من (الحدس)، وتمثل محدداتٍ مهمةٍ في جميع العمليات النفسية. فكما أن الغرائز تحدّد أفعالنا، كذلك فإن الطرز الأولية تحدّد طرائق فهمنا، وتنقسم الغرائز والطرز الأولية بصفةٍ جمعيةٍ لأنهما معنيتان بالمكونات العالمية المتورّثة والتي تمتد إلى ما وراء كل شخصي أو فردي النزعة، كما أنهما متلازمتان ولا عمل لأحدهما بمعزلٍ عن الآخر.

### الطرز الأولية والصور الذهنية
ميّز يونغ بين الطراز الأولى بذاته والصورة الذهنية، فلا يمكن معرفة الطراز الأولى إلا باستنتاج، حيث إنه ليس واعٍ بطبيعته، بينما نجد أن الصور الذهنية الأولية تقحم نفسها في الوعي، كما أنها هي الطريقة التي ندرك من خلالها الطرز الأولية ونفسّرها لأنفسنا. ولذلك فإن الطرز الأولية أو طرائق إدراكنا قد تنكشف أو تنحجب من خلال الصور الذهنية.

### الأحلام
كان يونغ يؤمن أن الأحلام تكشف عن الحقائق النفسية، بل وقد تقدم أحيانًا نبؤاتٍ صادقةً، ويقول يونغ أن الحلم ((بابٌ خفيٌ في تجاويف النفس، أعمقها غورًا وأخفاها سرًا، مفتوحٌ على ذلك الليل الكوني من النفس قبل أن يكون ثمة أنيةٍ واعيةٍ بزمنٍ بعيدٍ، النفس التي سوف تبقى نفسًا مهما امتد الزمان بأنيتنا الواعية....الواعية مفرقة؛ لكننا في الأحلام نشبه ذلك الإنسان الكلي، الخالد القابع في ظلمة ليل البدء. هو الكل ما يزال ثمةً، والكل فيه، غير متمايزٍ عن الطبيعة، عاريًا من كل أنية. من هذه الأعماق الجامعة الكل، ينشأ الحلم لا شيء أكثر منه طفوليةً، ولا شيء أكثر غرابةً، ولا شيء أقل منه خلقًا)) إن الأحلام عند يونغ، تسهم في صنع العالم الخارجي فيما تستشفّ المستقبل البعيد وتسوق الإنسان سوقًا نحو تحقيقها.

## مكونات الشخصية عند يونغ

### الأنا (الأنية) Ego
مركز مجال الشعور ويعطى للفرد إحساسه بالهدف والهوية وينظّم العقل الواعي كما يتوسط بين الوعي واللاواعي، ويعتبر الأنا بمثابة الضوء الهادئ للوعي والذي لا بد من الإعتناء به.

### الذات (النفس)
هو مفهوم الوحدة الشخصية ككل. يرمز لها بالدائرة والمربع والرباعية والمندالا. ويقول يونغ (أن النفس كم يعلو على (الأنية) الواعية وهي لا تشتمل الواعية فحسب، وإنما على النفس غير الواعية أيضًا، ولذلك هي ما يكون عليه الفرد، والأمل ضئيلٌ حتى في الوصول إلى درجةٍ قريبةٍ من النفس الواعية، لأنه مهما بلغ بالإنسان الوعي يظل ثمة مقدارٍ غير محددٍ، وغير قابلٍ للتحديد، من المادة غير الشعورية التي لها صلةٌ بكلية النفس)، والذات ليست فقط هي المركز، ولكنها أيضًا المحيط الكامل الذي يطوق كلاً من الوعي واللاوعي. إنها مركز هذه الكلية، مثلما الأنا مركز العقل الواعي.

### إنطوائي وانبساطي
قسم يونغ الطاقة النفسية إلى اتجاهين أساسين هما الانبساطي والاتجاه الانطوائي، وهما موجودان في كل إنسانٍ ولكن بدرجاتٍ متفاوتةٍ. يمكن رؤية هذه الاتجاهات في الفلسفات المتصارعة لكلٍ من فرويد ويونغ. يميل الانطوائيون والانبساطيون إلى عدم فهم بعضهم البعض بل وعدم احترام الطرف الآخر. ولا يمكن للانطوائية والانبساطية أن يعملا معًا في نفس الوقت وبنفس الدرجة. ذاع صيت هذا التصنيف الذي وضعه يونغ وأصبح العامة يتناولون مصطلحات الانبساط والانطواء في أحاديثهم العادية.

### الظل
هو الجانب الأسفل من الشخصية، ومحصلة كل العناصر الفردية والجماعية التي لا تتوافق مع الموقف الذي تتخذه الواعية (الشعور). والظل هو الشيماء الذي لا يريد الفرد أن يكون عليه. ويكون الظل من نفس جنس الفرد ومن الممكن أن يظهر على هيئة الأحلام والأوهام، أو أن يُسْقَط، ويقول يونغ (يشخّص الظل كل ما ترفض الذات الاعتراف بأنه فيها، ومع ذلك يقحم نفسه عليها مباشرةً أو مداورةً، كأن يكون فيه صفاتٌ دنيا أو ميولٌ أخرى لا تتوافق مع الذات).

### القناع
هو مصطلحٌ يونانيٌ قديمٌ إسمه «برسونا» ومعناه القناع؛ إتخذه يونغ ليصف به الوجه الذي يتقدم به الإنسان للمجتمع؛ وهذا القناع يكون مشروطًا بوضع الفرد الاجتماعي ووظيفته وجنسيته. وهناك العديد من الأقنعة التي نلجأ اليها في المواقف المختلفة ولكننا نتبنى قناعًا عامًا يقوم بالأساس على نمط الوظيفة العليا لدينا (التفكير على سبيل المثال)، حيث أن ذلك النوع يكون أسهل الأقنعة استدعاءً. يعتمد التوازن والصحة النفسية على تبني قناع تكييفه جيدًا، حيث يجعل هذا القناع التبادل الاجتماعي أمرًا ممكنًا. يؤدي القناع الكامل أن تصبح الشخصية أحادية الجانب وقاسيةً، ومغتربةً عمن حولها.

### الأنيما والأنيموس
استعمل يونغ المصطلحين «أنيموس» «أنيما» وهما الإسمين اللاتينيين للذكر والأنثى، وعادة ما يمثل صورة الروح على هيئة الجنس المخالف لجنس الفرد. صورة الروح لدى المرأة هي مذكر (الأنيموس)، صورة الروح لدى الرجل هي مؤنث (الأنيما). تظهر صور الروح في الأحلام مثل (فتاة الأحلام) والأساطير والخرافات والأوهام، ولكن ممكن إسقاطها عن طريق انطباعاتٍ ذهنيةٍ مشوشةٍ عن الجنس الآخر. من هنا تنشأ قدرة الرجل والمرأة على فهم كلٍ منهما الآخر بما يملكه في نفسه من جزءٍ منه؛ والدليل على امتلاك كلٍ منهما جزءً من الآخر.

## الكتاب الأحمر
في عام 1913م، وفي سن الثامنة والثلاثين، عانى يونغ من تجربةٍ مريرةٍ من «المواجهة مع اللاوعي»، بحيث كان يرى صورًا ويسمع أصواتًا. كان قلقًا من احتمال إصابته بانفصام الشخصية. كان يكتب كل ما يراه ويسمعه في كتابٍ له جلدٌ أحمرٌ سمّاه فيما بعد بـ "الكتاب الأحمر". كتابة هذا الكتاب امتدّ لستة عشر سنةً عاشها يونغ بعزلةٍ. اعتبر يونغ أن هذه الفترة كانت فترةً خاصةً وثمينةً في حياته وأثرّت في طريقة تفكيره.
وبعد وفاة يونغ، احتفظت عائلته بهذا الكتاب في أحد المصارف السويسرية، وظلَّ الكتاب محجوبًا عن الباحثين والقرّاء حتى وافقت أسرته على إصداره في عام 2009م، وذلك بعد محاولة الكاتب Sonu Shamdasani إقناع العائلة بنشر الكتاب. وأُصْدِرَ الكتاب نهاية عام 2009م باللغتين الألمانية والإنجليزية، واستقطب الآلاف لشرائه، ويعتبر الكتاب بمثابة سيرةٍ ذاتيةٍ روحيةٍ ليونغ، وضع فيه يونغ ما لم يدونه في مؤلفاته العلمية المنشورة.

## النازية

### يونغ والنازية
كان سبب اتهام يونغ بمعاداة السامية هو رئاسته للجمعية الطبية العامة للعلاج النفسي، وكان مقر الجمعية بألمانيا، والتي بدأت تباشر أعمالها في عهد النازية، وكانت الجمعية تصدر جريدة تدعى زنترابلات. وعندما صعد النازيون إلى منصة الحكم عام 1933م، كان رئيس الجمعية إيرنست كريتشيمر وكان يونغ نائبًا له. وفي عام 1933م قدّم كريتشيمر استقالته عقب إدراكه أن النازيين يمارسون ضغطًا على الجمعية لتخضع للأيديولوجية النازية وتقوم باستبعاد الأعضاء اليهود. وعندئذ أجبر الأعضاء الرئيسيون في الجمعية يونغ على تقلد منصب الرئيس وذلك بحكم موقعه القوي الذي يمكنه من منع تحويل الجمعية إلى مؤسسةٍ نازيةٍ. فكونه سويسريًا سيضمن له بوسيلةٍ أو بأخرى التمتع بالحرية الفكرية. وبناءً عليه، فقد وافق يونغ على تولي منصب الرئيس للحفاظ على نشاط التحليل النفسي في ألمانيا، وكذلك لتدعيم المحللين النفسيين وخاصةً اليهود. في غصون شهورٍ قام يونغ بمراجعة الميثاق، الأمر الذي جعل الجمعية مؤسسةً عالميةً. نتج عن هذه التعديلات عدة انقساماتٍ قوميةٍ، كان يونغ رئيسًا للجمعية ككلٍ بالأضافة إلى القسم السويسري، وفي سبتمبر 1933م أُنْشِئَ قسمٍ ألمانيٍ في برلين تحت رئاسة غورينغ ابن عم المارشال الألماني النازي هيرمان غورينغ. وقبل هذه التعديلات الأيديولوجية النازية داخل الجمعية العالمية. إلا أن التعديلات التي أدخلها يونغ على الميثاق أصبحت تعطي حق العضوية لأية مجموعةٍ قوميةٍ. وفي مايو من عام 1934م وافق مجلس الجمعية على إقرار التغيرات الدستورية التي قال بها يونغ. وقال يونغ إن الجمعية ينبغي أن تكون على موقفٍ حياديٍ فيما يتعلق بالسياسة والعقيدة. وفي عام 1936م، أصبح غورينغ مساعدًا لرئيس التحرير، إلا أن يونغ ومحررته السويسرية المنفذة إيبير استمرا في النشر والمراجعة لمؤلفين يهود على الرغم من محاولات غورينغ من إضفاء الصبغة النازية على النزنترابلات. وبعد استقالة يونغ نصب غورينغ نفسه عام 1940م رئيسًا للجمعية الدولية مخالفًا بذلك ميثاقها، حيث جعلها ومجلتها لسان حال النازية وقام بنقل مقرها من زيورخ إلى برلين. في عام 1946م، قام ليوبابك بزيارة زيورخ ورفض طلب يونغ لمقابلته بعد سماعه بالاتهامات التي وجهت ليونغ بمعاداة السامية وعندما أقنع ليوبايك بأن تلك الاتهامات لم تكن سوى زورًا، ردد الكلمة التي كان يونغ قد قالها وهي (حسنًا قد أخطأت). في العام نفسه، تمت مصادرة كتب يونغ في ألمانيا وأُدْرِجَ اسمه على القائمة السوداء. في عام 1943م ساعد مكتب الخدمات الاستراتيجية في تحليل شخصية الزعماء النازيين لصالح الولايات المتحدة.

## تأثره
هناك مفهومٌ مهمٌ في نظرية يونغ وهو وجود نوعين مهمين مختلفين وأساسين من الشخصية والاتجاهات الشخصية والوظيفة. عندما تتجه اللبيدو واهتمامات الفرد العامة إلى الخارج نحو الناس وموضوعات العالم الخارجي يسمى انبساطي وعندما يتمركز اللبيدو والاهتمام نحو الذات نسميه انطوائي. يونغ رفض تمييز فرويد بين الأنا والأنا الأعلى وعرّف الجزئين على أنهما في الشخصية مشابه للأنا الأعلى وسماها القناع، حيث يتألف القناع مما يظهر الشخص للآخرين على عكس حقيقة ما هو عليه، وهو دور الفرد الذي يختاره والانطباع الذي يريد الفرد تأثيره في العالم.

## أعماله
كارل يونغ من أوائل طلاب فرويد. أسس مدرسةً اسمها علم النفس التحليلي، كما يطلق عليها أحيانًا بـ علم النفس اليونغي نسبةً ليونغ. استخدم مصطلح اللبيدو ولم يقصد بها فقط الطاقة الجنسية بل طاقة الدوافع الكلية النفسية. بناءًا على نظريته تألف اللاشعور من قسمين: اللاشعور الفردي وهو نتيجة خبرة الفرد الكلية والكبت، واللاشعور الجمعي وهو مخزنٌ لخبرة البشر العرقي. في اللاشعور الجمعي يوجد صورٌ بدائيةٌ شائعةٌ للبشر في منطقةٍ أو تاريخٍ محددٍ. ويحتل أجزاءً من النفس الفردية ويختلط مع المعرفة الحدسية، عندما لا تحتوي النفس على صورٍ أثناء النوم وتغيب اليقظة فان الصور البدائية تعمل، والصور البدائية هي أنماطٌ أوليةٌ للفكر تميل لتشخيص العمليات الطبيعية بلغةٍ أسطوريةٍ ميتافزيقية المفاهيم كالخير والشر والأرواح الشريرة، والوالدين مصدرٌ للنموذج الأصلي.